# Schizothorax grahami
Espèce
Statut de conservation UICN

 CR B1ab(i,ii,iii,iv,v)+2ab(i,ii,iii,iv,v) : 
En danger critique
Schizothorax grahami est une espèce de poisson endémique du Lac Dian en Chine.